# Gottasecca
Gottasecca is een gemeente in de Italiaanse provincie Cuneo (regio Piëmont) en telt 191 inwoners (31-12-2004). De oppervlakte bedraagt 13,5 km², de bevolkingsdichtheid is 14 inwoners per km².

## Demografie
Gottasecca telt ongeveer 87 huishoudens. Het aantal inwoners daalde in de periode 1991-2001 met 6,5% volgens cijfers uit de tienjaarlijkse volkstellingen van ISTAT.
| Jaar | Inwoneraantal |
| ---- | ------------- |
| 1991 | 201           |
| 2001 | 188           |

## Geografie
Gottasecca grenst aan de volgende gemeenten: Cairo Montenotte (SV), Camerana, Castelletto Uzzone, Dego (SV), Monesiglio, Prunetto, Saliceto.